# Federação Portuguesa de Desportos no Gelo
Die Federação Portuguesa de Desportos no Gelo (FPDG, dt.: Portugiesischer Eissportverband) war der nationale Sportverband Portugals für Eissport. Dieser organisierte die Sportarten Eishockey, Curling, Eiskunstlauf und Eisschnelllauf und hatte seinen Sitz in Barcarena im Kreis Oeiras, nahe der Hauptstadt Lissabon.
Der Verband wurde 1998 in Lissabon gegründet. Letzter Präsident war Mauricio de Oliveira Xavier.
2017 fusionierte der Verband mit dem ehemaligen Skiverband Federação Portuguesa de Esqui zum gemeinsamen Wintersportverband Federação de Desportos de Inverno de Portugal.

## Eishockey
Der Verband wurde am 13. Mai 1999 in die Internationale Eishockey-Föderation (IIHF) aufgenommen. Er gehört zu den assoziierten Mitgliedern der IIHF und hat daher in deren Vollversammlung kein Stimmrecht.
Die FPDG führt Stand 2021 94 aktive Spieler, davon 17 Frauen und 20 Jugendspieler. Sie kümmert sich um die Durchführung der Spiele der portugiesischen Eishockeynationalmannschaft sowie der portugiesischen Eishockeyliga.